# 大塚千弘
大塚千弘（1986年3月12日—，舊藝名為大塚）是日本德島縣德島市出身的女性歌手及演員。血型B型，經紀公司是東寶藝能。初中時代成績極為優秀，曾擔任學生會的副會長，拿手的運動是器械體操，擅長後滾翻等自由體操。堀越高等學校畢業，後來與同年級的上戶彩一起演出《空姐特訓班》。家中三姊妹的長女，小妹山下莉緒也是藝人。大塚的丈夫為鈴木浩介。

## 經歷
- 2002年，在電影《鬼水怪談》首次演出。
- 2003年，主演漫畫《流氓蛋糕店》改編的同名電視劇，並在哥吉拉系列電影第27集《哥吉拉×摩斯拉×機械哥吉拉 東京SOS》中與同為第五屆東寶灰姑娘出身的長澤雅美一起飾演「小美人」。
- 2003年，首次演出舞台劇《灰姑娘》（シンデレラストーリー）擔任女主角，由於原本對舞台劇、音樂劇就相當有興趣，之後更經常參加舞台劇、音樂劇的演出。
- 2004年，在《現在，很想見你》飾演竹內結子的中學時代。繼續在《哥吉拉 最後戰役》中與長澤飾演小美人，造成話題。
- 2007年，為新力爱立信拍攝廣告「行定勲×SO903i ショコラの見た世界」及在電影《ショコラの見た世界》扮演竹內結子在電影中的妹妹。
- 2007年7月18日，推出了親自作詞的的個人音樂CD《戀花火》，在勝利娛樂初次以歌手亮相。

## 演藝作品

### 電影
- 《鬼水怪談》 （2002年） - 飾演・玲子
- 《シベリア超特急3（日语：シベリア超特急）》 （2003年） - 飾演・オリビア
- 《哥吉拉×摩斯拉×機械哥吉拉 東京SOS》（2003年） - 飾演・小美人（希歐）
- 《哥吉拉 最後戰役》（2004年） - 飾演・小美人
- 《現在，很想見你》（2004年） - 客串・澪（高中生時代）
- 《レーシング・ストライプス》（2005年、吹替）
- 《female フィーメイル》 「太陽のみえる場所まで」（2005年） - 主演・日出美
- 《看見巧克力的世界（日语：ショコラの見た世界）》（2007年） - 飾演・典子（テンコ）
- 《現在，我想看到大海（日语：ぼくはうみがみたくなりました）》（2009年） - 主演・門倉明日美
- 《夥伴》（2010年） - 飾演・真琴
- 《こころざし 舎密を愛した男》（2011年） - 飾演・長井加加
- 《東京難民》 - 飾演・茜
- 《Talk To The Dead（日语：トーク・トゥ・ザ・デッド）》（2013年8月3日） - 飾演・
- 《室友（日语：ルームメ イト）》（2013年11月9日、東映） - 飾演・

### 電視劇
- 《お美也》（2002年6月、NHK、金曜時代劇、第8話） - 飾演・千歲
- 《お祭り弁護士 澤田吾朗》（2002年8月31日、朝日電視台） - 飾演・宮島深雪
- 淺見光彥系列18《しまなみ幻想》「愛媛・今治殺人事件」（2003年3月19日、富士電視台） - 飾演・村上咲江
- 《溫泉小老闆的殺人推理12（日语：温泉若おかみの殺人推理）》（2003年4月12日、朝日）- 飾演・高木玲
- 《流氓蛋糕店》（2003年5月～7月、每日放送・TBS） - 主演・辰巳千夜子
- 《熱血校園》（2003年10月～12月、TBS） - 飾演・作田久美子
- 《毛骨悚然撞鬼經驗》「真夜中の奇蹟」（2004年1月24日、富士）
- 《給天國的加油歌（日语：天国への応援歌 チアーズ〜チアリーディングにかけた青春〜）》（2004年4月3日、日本電視台） - 飾演・飯島真希
- 《烘焙王》（2004年10月 - 2006年3月、テレビ東京） - 飾演・梓川月乃（聲音出演）
- 《白夜行》（2006年1月～3月、TBS） - 飾演・川島江利子
- 《空姐特訓班》（2006年，富士） - 飾演・關山有紀
- 《空姐特訓班》夏威夷檀香山特別篇（2007年1月13日、富士） - 飾演・關山有紀
- 《淺草福丸旅館（日语：浅草ふくまる旅館）》第1季（2007年1月～3月、TBS） - 飾演・福丸美穗
- 《愛之流刑地（日语：愛の流刑地）》 （2007年3月20日～21日、日本電視台） - 飾演・美和
- 《老婆是警視總監2（日语：奥様は警視総監）》（2007年6月29日、富士） - 飾演・音羽響
- 《貧窮貴公子》(2007年7月～9月、TBS)  - 飾演・中井正美
- 《空姐特訓班》澳洲雪梨特別篇（2008年4月3日、富士） - 飾演・關山有紀
- 山村美紗十三回忌特別企畫《狩矢警部シリーズ》第5彈「京舞妓殺人事件」（2009年1月26日、TBS） - 飾演・舞妓小菊
- 山村美紗十三回忌特別企畫《狩矢警部シリーズ》第6弾「燃えた花嫁」（2009年2月2日、TBS、月曜ゴールデン） - 飾演・舞妓小菊
- 《飛輪》（2009年3月 - 4月、WOWOW、連続ドラマW） - 飾演・門田駿一の妻
- ミステリー作家《六波羅一輝的推理（日语：作家六波羅一輝の推理シリーズ）》「白骨の語り部」（2010年12月4日、朝日放送、土曜ワイド劇場） - 飾演・昆千明
- 《忠臣藏：大石內藏助（日语：忠臣蔵〜その男、大石内蔵助）》（2010年12月25日、テレビ朝日、ドラマスペシャル） - 飾演・おみよ
- 《京都地檢之女（日语：京都地検の女）》第7季（2011年7月 - 9月、テレビ朝日） - 客串・栗原美波
- 《檢事・朝日奈耀子》「医師&検事〜2つの顔を持つ女!」（2011年11月12日、テレビ朝日、土曜ワイド劇場） - 飾演・遠藤美雪
- 《HUNTER～那些女子、賞金獵人～》第6話（2011年11月15日、関西テレビ） - 客串・野沢さゆり
- 《無垢之島（日语：無垢の島）》（2011年11月25日、NHK大分放送局、NHK大分放送局開局70年記念ドラマ）- 飾演・藤井恵
- 《街占師 〜北白川晶子の事件占い〜》（2012年1月11日、テレビ東京、水曜ミステリー9） - 飾演・岸本マユミ
- 《戀愛很奢侈會降臨到我身上嗎?（日语：恋なんて贅沢が私に落ちてくるのだろうか?）》（2012年3月 - 5月、フジテレビワンツーネクスト） - 飾演・松井華奈
- 《向陽之樹》（2012年4月 - 6月、NHK BSプレミアム、BS時代劇） - 飾演・綾
- 《鐵道搜查官13（日语：鉄道捜査官）》（2012年5月5日、テレビ朝日、土曜ワイド劇場） - 飾演・内海早苗
- 《東野圭吾 懸疑故事》第9話「結婚報告」（2012年9月6日、フジテレビ） - 客串・堀内秋代
- 《遲開的向日葵 ～我的人生、重生記～》第1話（2012年10月23日、フジテレビ） - 客串・紗江子
- 《深夜食堂 東京故事 （页面存档备份，存于）》第二季 第5話（2019年10月31日、Netflix）- 客串・千鶴

### 舞台劇
- 《シンデレラストーリー》（2003年7月 - 8月、青山劇場・シアター・ドラマシティ・中日劇場）- 主演・シンデレラ
- 《SHIROH〜神の声を持つ少年〜》（2004年12月 - 2005年1月、帝国劇場・梅田芸術劇場）- 飾演・リオ
- 《シンデレラストーリー》（2005年5月 - 6月、ル・テアトル銀座・シアター・ドラマシティ・愛知厚生年金会館）- 主演・シンデレラ
- 《羽衣伝説》（2005年夏 福島、2005年11月1日、ゆうぽうと東京簡易保険会館）- 飾演・天女（ソデギヌ
- 《モーツァルト！》（2005年10月 - 11月、中日劇場・博多座） - 飾演・コンスタンツェ
- 《ダンス・オブ・ヴァンパイア》（2006年7月 - 8月、帝国劇場） - 飾演・サラ
- 《ハウ・トゥー・サクシード〜努力しないで出世する方法〜》（2007年4月 - 5月、東京芸術劇場・梅田芸術劇場・愛知厚生年金会館） - 飾演・ローズマリー・ピルキントン
- 《ハウ・トゥー・サクシード〜努力しないで出世する方法〜》再演（2007年11月、東京芸術劇場）- 飾演・ローズマリー・ピルキントン
- 《羽衣伝説》（2008年1月24日 - 26日、パリ日本文化会館）- 飾演・天女
- 《レベッカ》（2008年4月 - 6月、シアタークリエ） - 主演・わたし
- 《この森で、天使はバスを降りた》（2009年5月5日 - 5月31日、シアタークリエ） - 主演・パーシー
- 《ダンス・オブ・ヴァンパイア》（2009年7月 - 8月、帝国劇場） - 飾演・サラ 役
- 《レベッカ》（2010年3月 - 6月、中日劇場・帝国劇場・梅田芸術劇場） - 主演・わたし
- 《ZORRO THE MUSICAL》 （2011年1月 - 3月、日生劇場・中日劇場・梅田芸術劇場） - 飾演・ルイサ
- 《LOVE LETTERS》（2012年3月11日、PARCO劇場）
- 《地球の王様》（2012年10月 - 12月、シアター1010・紀伊國屋サザンシアター他） - 飾演・明梨
- シアタークリエ 5th Anniversary《ONE-HEART MUSICAL FESTIVAL》（2012年12月 - 2013年1月、シアタークリエ）
- 《屋根の上のヴァイオリン弾き》（2013年3月 - 4月、日生劇場） - 飾演・ホーデル

### 音樂
- 《戀花火》（2007年7月18日、VICL-36308）
- 《オメデトウ。》（2009年1月21日、VICL-36485）

### 寫真集
- 『週刊YOUNG JUMP 制服Collection2002』（2002年、集英社）
- 『なるときんとき』（2003年、學研）
- 『SECRET MIND』（2004年、雙葉社）

## 外部連結
- 官方網站
- 大塚千弘blog （页面存档备份，存于）